# Daniel O’Mahony
Daniel O’Mahony, hrabia Mahony (zm. w styczniu 1714 w Ocana) – irlandzki arystokrata i wojskowy, służący w armii i hiszpańskiej. 
Służył w armii francuskiej. Potem przeszedł do hiszpańskiej. Król Hiszpanii Filip V Burbon uczynił go w roku 1705 generałem-majorem hiszpańskiej armii. 
W bitwie pod Villaviciosa (1710) Mahony i gen. Val de Canas dowodzili kawaleria zmieniając spodziewaną klęskę w zwycięstwo. 
Poślubił Cecilię, córkę George’a Welda ze starej rodziny z Dorsetshire, z którą miał dwóch synów: 
- James Joseph O’Mahony, hrabia Mahony (1699-1757)
- Demetrius O’Mahony, hrabia Mahony (zm. 1777)